# Kreisgericht Sensburg
Das Kreisgericht Sensburg war ein preußisches Kreisgericht in der damaligen Provinz Preußen mit Sitz in der Kreisstadt Sensburg.

## Geschichte
In Bezirk des Kreisgerichts Sensburg bestanden bis 1849 das königliche Land- und Stadtgericht Sensburg sowie viele Patrimonialgerichte.
1849 wurden in Preußen einheitlich Kreisgerichte geschaffen. Hierbei wurde die Patrimonialgerichtsbarkeit abgeschafft und die Patrimonialgerichte wurden aufgehoben. Auch die eingangs genannten Gerichte wurden aufgehoben und es entstand das Königliche Kreisgericht Sensburg. Es war für den Kreis Sensburg zuständig.
Schwurgerichtssachen wurden beim Kreisgericht Angerburg verhandelt. Am Gericht waren 1870 ein Direktor und sechs Kreisrichter eingesetzt. 1870 betrug die Zahl der Gerichtseingesessenen 46.218. Eine Gerichtskommission bestand in Nikolaiken. Gerichtstage wurden in Alt Ukta gehalten.
Im Rahmen der Reichsjustizgesetze wurde das Gerichtswesen in Deutschland 1879 vereinheitlicht. Damit wurde das Kreisgericht Sensburg aufgehoben und das königlich preußische Amtsgericht Sensburg mit Wirkung zum 1. Oktober 1879 als eines von zehn Amtsgerichten im Bezirk des Landgerichtes Lyck als Nachfolger gebildet.